# Dixie Alley
Dixie Alley es un área sureña y muy extensa de los Estados Unidos, donde se producen con mucha frecuencia tornados. Gran parte de ellos, son los tornados más destructivos de Estados Unidos y los que más muertes han provocado.

## Historia
La región ha sido castigada por numerosos tornados muy virulentos, incluso más potentes que los del Tornado Alley. Casos como el Tornado tri-estatal en 1925, convirtiéndolo en el tornado más mortífero en Estados Unidos matando a 695 personas. El tornado llegó a recorrer más de 350 km en tres Estados y se cree que alcanzó la categoría EF6, debido a su gran poder de destrucción, pero aún no está comprobado. La oleada de 148 Tornados en solo 16 hrs. en 1974, que afectó a esta área e incluso en Ontario-Canadá, muchos de esos tornados fueron EF4 Y EF5, un EF5 de esa oleada, fue uno de los peores de la historia de USA. Otra oleada importante en los últimos tiempos fue en 2008 de 87 tornados que afecto a varios estados del Dixie Alley. Estos casos son sólo algunos de los tantos sucesos de tornados de esta región.

## Ubicación

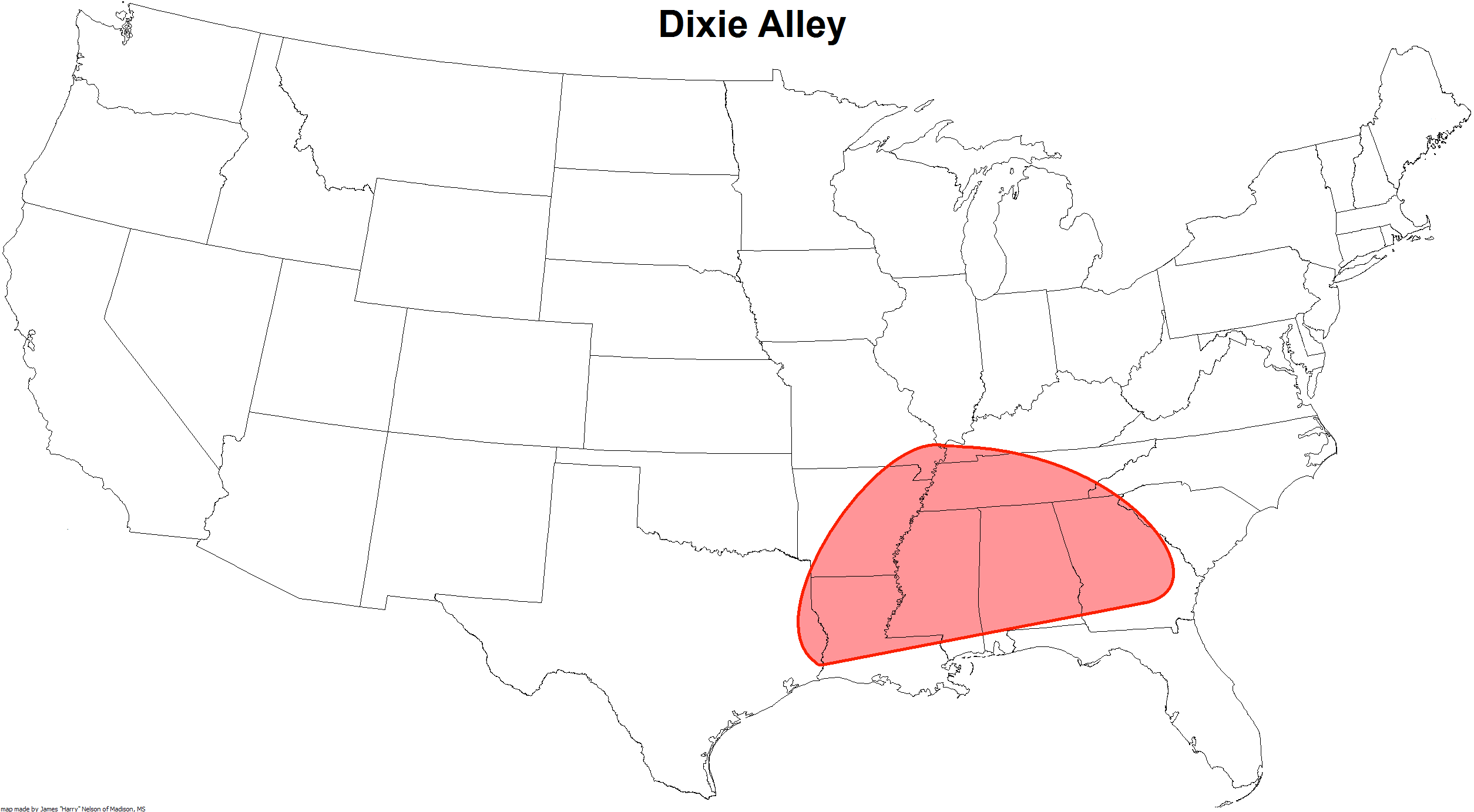
Ubicación geográfica del Dixie Alley.

La zona que abarca son los estados del este de Texas, este y centro de Oklahoma, Arkansas, Missisippi, norte de Luisiana, Tennessee, Georgia, Kentucky, Misuri, Indiana, Illinois, Ohio y Alabama; los cuales sumaron entre 1950 y 1997 el mayor número de muertes por tornados de la federación, superando al Tornado Alley.

## Topografía
La zona, a diferencia del Tornado Alley, tiene una geografía de montañas, colinas y muy boscosa. Lo que dificulta la visión de los tornados, lo cual constituye un mayor peligro, a eso se suma a que Dixie Alley es mucho más densamente poblado que la región del Tornado Alley, ciudades como Nashville, Louisville, Detroit, Indianapolis o Atlanta, son urbes importantes que constituyen dentro del área del Dixie Alley.

## Alertas
Actualmente en la zona poseen sistemas de alertas tempranas por tornados, la cual advierten a la población con sirenas o por los medios de comunicación informando para así salvar vidas.

## Temporada
Al igual que el Tornado Alley, esta zona la época en que se producen mayoritariamente las tormentas intensas con sus tornados son los meses desde marzo hasta septiembre, particularmente abril y mayo.
Aun así en esta zona suelen producirse tornados en épocas como otoño en mayor medida y en invierno, con menos frecuencia, pero suelen registrarse series de tornados, algunos de ellos muy destructivos.